# Ahuatempa
Ahuatempa es una localidad de México localizada en el municipio de Huejutla de Reyes en el estado de Hidalgo.

## Toponimia
Del náhuatl; ahuatl, encina, tentli, orilla, pan, en: A orillas del encinar.

## Geografía
Se encuentra en la región Huasteca; a la localidad le corresponden las coordenadas geográficas 21° 05’ 57.108” de latitud norte y 98° 22’ 59.338” de longitud oeste, con una altitud de 160 m s. n. m. Se encuentra a 5.9 kilómetros en dirección noreste de Huejutla.
En cuanto a fisiografía se encuentra dentro de la provincia de la Llanura Costera del Golfo Norte, dentro de la subprovincia de Llanuras y Lomeríos; su terreno es de lomerío. En lo que respecta a la hidrografía se encuentra posicionado en la región de Pánuco, dentro de la cuenca del río Moctezuma, en la subcuenca de río Los Hules. Cuenta con un clima semicálido húmedo con abundantes lluvias en verano.

## Demografía
En 2020 registró una población de 975 personas, lo que corresponde al 0.77 % de la población municipal. De los cuales 460 son hombres y 515 son mujeres. Tiene 177 viviendas particulares habitadas.
| Gráfica de evolución demográfica de Ahuatempa entre 1910 y 2020                                             |
| |
| Población de los censos y conteos del Instituto Nacional de Estadística y Geografía (INEGI) de 1910 a 2020. |